# Megan Siler
Pour les articles homonymes, voir Megan et Siler.
Megan Siler est une réalisatrice, scénariste, productrice, monteuse et actrice américaine. 

## Biographie
En 2007, elle fonde, avec Ellen Seidler, la société de production cinématographique Fast Girl Films, basée à Berkeley en Californie
.

## Filmographie
| année | film               | réalisatrice | scénariste | productrice | monteuse | actrice       | notes         |
| ----- | ------------------ | ------------ | ---------- | ----------- | -------- | ------------- | ------------- |
| 1994  | First Base         | Oui          | Oui        | Oui         |          |               | court métrage |
| 1995  | The Midwife's Tale | Oui          | Oui        | Oui         | Oui      | l'apothicaire | long métrage  |
| 2009  | And Then Came Lola | Oui          | Oui        | Oui         |          |               | long métrage  |